# Eleições autárquicas de 2009 em Almada
As eleições autárquicas de 2009 serviram para eleger os membros para os diferentes órgãos do poder local no Concelho de Almada.
A Coligação Democrática Unitária voltou a vencer as eleições no concelho, ao obter 38,7%, mas pela primeira vez desde 1989 perdeu a maioria absoluta que detinha na vereação municipal.

## Resultados Oficiais

### Câmara Municipal
| Partido                 | Partido                        | Votos   | %               | +/-  | Vereadores | +/-     |
| ----------------------- | ------------------------------ | ------- | --------------- | ---- | ---------- | ------- |
|                         | Coligação Democrática Unitária | 27 521  | 38,67 / 100,00  | 3,65 | 5 / 11     | 1       |
|                         | Partido Socialista             | 16 984  | 23,86 / 100,00  | 1,77 | 3 / 11     | Estável |
|                         | Partido Social Democrata       | 10 977  | 15,42 / 100,00  | 2,16 | 2 / 11     | Estável |
|                         | Bloco de Esquerda              | 5 555   | 7,81 / 100,00   | 0,78 | 1 / 11     | 1       |
|                         | CDS – Partido Popular          | 3 782   | 5,31 / 100,00   | -    | 0 / 11     | -       |
|                         | PCTP/MRPP                      | 3 237   | 4,55 / 100,00   | 3,16 | 0 / 11     | Estável |
|                         | Movimento Mérito e Sociedade   | 334     | 0,47 / 100,00   | Novo | 0 / 11     | Novo    |
| Votos Inválidos         | Votos Inválidos                | 2 781   | 3,91 / 100,00   | 1,64 |            |         |
| Total                   | Total                          | 71 171  | 100,00 / 100,00 |      | 11 / 11    |         |
| Eleitorado/Participação | Eleitorado/Participação        | 147 308 | 48,31 / 100,00  | 0,18 |            |         |

### Assembleia Municipal
| Partido                 | Partido                        | Votos   | %               | +/-  | Deputados | +/-     |
| ----------------------- | ------------------------------ | ------- | --------------- | ---- | --------- | ------- |
|                         | Coligação Democrática Unitária | 27 247  | 38,33 / 100,00  | 0,48 | 14 / 33   | Estável |
|                         | Partido Socialista             | 18 190  | 25,59 / 100,00  | 0,88 | 9 / 33    | 1       |
|                         | Partido Social Democrata       | 11 527  | 16,22 / 100,00  | 1,32 | 5 / 33    | 1       |
|                         | Bloco de Esquerda              | 7 078   | 9,96 / 100,00   | 0,36 | 3 / 33    | Estável |
|                         | CDS – Partido Popular          | 4 420   | 6,22 / 100,00   | 4,31 | 2 / 33    | 2       |
| Votos Inválidos         | Votos Inválidos                | 2 625   | 3,69 / 100,00   | 1,98 |           |         |
| Total                   | Total                          | 71 087  | 100,00 / 100,00 |      | 33 / 33   |         |
| Eleitorado/Participação | Eleitorado/Participação        | 147 308 | 48,26 / 100,00  | 0,13 |           |         |

### Juntas de Freguesia
| Partido                 | Partido                        | Votos   | %               | +/-  | Presidentes | +/-     | Mandatos  | +/-  |
| ----------------------- | ------------------------------ | ------- | --------------- | ---- | ----------- | ------- | --------- | ---- |
|                         | Coligação Democrática Unitária | 26 687  | 37,50 / 100,00  | 3,65 | 8 / 11      | Estável | 61 / 143  | 4    |
|                         | Partido Socialista             | 19 591  | 27,53 / 100,00  | 0,13 | 2 / 11      | Estável | 44 / 143  | 1    |
|                         | Partido Social Democrata       | 12 179  | 17,11 / 100,00  | 1,61 | 1 / 11      | Estável | 25 / 143  | 3    |
|                         | Bloco de Esquerda              | 6 541   | 9,19 / 100,00   | 0,50 | 0 / 11      | Estável | 10 / 143  | 1    |
|                         | CDS – Partido Popular          | 3 215   | 4,52 / 100,00   | 4,16 | 0 / 11      | Estável | 3 / 143   | 3    |
|                         | Grupo de Cidadãos              | 291     | 0,41 / 100,00   | -    | 0 / 11      |         | 0 / 143   | -    |
|                         | Movimento Mérito e Sociedade   | 34      | 0,05 / 100,00   | Novo | 0 / 11      |         | 0 / 143   | Novo |
| Votos Inválidos         | Votos Inválidos                | 2 622   | 3,68 / 100,00   | 2,10 |             |         |           |      |
| Total                   | Total                          | 71 160  | 100,00 / 100,00 |      | 11 / 11     |         | 143 / 143 | 6    |
| Eleitorado/Participação | Eleitorado/Participação        | 147 308 | 48,31 / 100,00  | 0,18 |             |         |           |      |

## Resultados por Freguesia

### Câmara Municipal
| Freguesia            | %     | %     | %     | %    | %    | %    | %    | Votantes |
| Freguesia            | CDU   | PS    | PSD   | BE   | CDS  | PCTP | MMS  | Votantes |
| -------------------- | ----- | ----- | ----- | ---- | ---- | ---- | ---- | -------- |
| Almada               | 39,50 | 23,56 | 16,78 | 7,11 | 4,70 | 4,69 | 0,27 | 9 134    |
| Cacilhas             | 37,83 | 25,75 | 16,79 | 7,88 | 3,76 | 4,07 | 0,58 | 3 616    |
| Caparica             | 39,48 | 26,35 | 10,93 | 7,67 | 5,24 | 5,79 | 0,59 | 7 117    |
| Charneca de Caparica | 29,58 | 27,60 | 20,02 | 8,18 | 6,59 | 3,21 | 0,39 | 9 771    |
| Costa de Caparica    | 26,06 | 27,84 | 25,86 | 6,33 | 7,37 | 2,11 | 0,69 | 5 399    |
| Cova da Piedade      | 42,67 | 22,11 | 13,96 | 8,80 | 4,15 | 4,40 | 0,40 | 9 857    |
| Feijó                | 45,68 | 19,34 | 11,61 | 7,64 | 5,41 | 5,51 | 0,41 | 7 380    |
| Laranjeiro           | 45,09 | 21,00 | 10,96 | 7,39 | 5,00 | 5,92 | 0,77 | 7 967    |
| Pragal               | 42,01 | 20,26 | 15,94 | 8,05 | 5,19 | 4,19 | 0,29 | 3 080    |
| Sobreda              | 38,51 | 20,69 | 16,20 | 8,47 | 5,93 | 5,25 | 0,44 | 5 180    |
| Trafaria             | 36,70 | 31,87 | 10,15 | 8,50 | 4,83 | 4,04 | 0,34 | 2 670    |
| Almada               | 38,67 | 23,86 | 15,42 | 7,81 | 5,31 | 4,55 | 0,47 | 71 171   |

### Assembleia Municipal
| Freguesia            | %     | %     | %     | %     | %    | Votantes |
| Freguesia            | CDU   | PS    | PSD   | BE    | CDS  | Votantes |
| -------------------- | ----- | ----- | ----- | ----- | ---- | -------- |
| Almada               | 40,43 | 24,47 | 17,45 | 8,81  | 5,75 | 9 102    |
| Cacilhas             | 37,11 | 26,58 | 17,75 | 10,29 | 4,92 | 3 616    |
| Caparica             | 41,34 | 28,45 | 11,21 | 9,36  | 5,97 | 7 117    |
| Charneca de Caparica | 26,85 | 30,11 | 20,64 | 10,54 | 7,77 | 9 721    |
| Costa de Caparica    | 21,99 | 29,15 | 27,62 | 8,63  | 8,72 | 5 399    |
| Cova da Piedade      | 42,36 | 23,65 | 14,72 | 11,26 | 4,64 | 9 857    |
| Feijó                | 46,07 | 21,42 | 12,07 | 9,99  | 6,22 | 7 380    |
| Laranjeiro           | 46,57 | 23,07 | 11,71 | 9,50  | 5,80 | 7 966    |
| Pragal               | 40,84 | 21,07 | 17,89 | 10,32 | 5,75 | 3 080    |
| Sobreda              | 38,15 | 22,53 | 17,26 | 10,71 | 7,16 | 5 180    |
| Trafaria             | 36,23 | 34,10 | 10,57 | 10,12 | 5,32 | 2 669    |
| Almada               | 38,33 | 25,59 | 16,22 | 9,96  | 6,22 | 71 087   |

### Juntas de Freguesia
| Freguesia            | 2005-2009 | 2005-2009                      | 2005-2009      | 2009-2013 | 2009-2013                      | 2009-2013      |
| -------------------- | --------- | ------------------------------ | -------------- | --------- | ------------------------------ | -------------- |
| Almada               |           | Coligação Democrática Unitária | 43,93 / 100,00 |           | Coligação Democrática Unitária | 40,42 / 100,00 |
| Cacilhas             |           | Coligação Democrática Unitária | 38,66 / 100,00 |           | Coligação Democrática Unitária | 37,55 / 100,00 |
| Caparica             |           | Coligação Democrática Unitária | 41,66 / 100,00 |           | Coligação Democrática Unitária | 40,21 / 100,00 |
| Charneca de Caparica |           | Partido Socialista             | 33,75 / 100,00 |           | Partido Socialista             | 35,90 / 100,00 |
| Costa de Caparica    |           | Partido Social Democrata       | 36,68 / 100,00 |           | Partido Social Democrata       | 31,69 / 100,00 |
| Cova da Piedade      |           | Coligação Democrática Unitária | 44,67 / 100,00 |           | Coligação Democrática Unitária | 43,06 / 100,00 |
| Feijó                |           | Coligação Democrática Unitária | 43,05 / 100,00 |           | Coligação Democrática Unitária | 46,08 / 100,00 |
| Laranjeiro           |           | Coligação Democrática Unitária | 45,50 / 100,00 |           | Coligação Democrática Unitária | 47,00 / 100,00 |
| Pragal               |           | Coligação Democrática Unitária | 43,81 / 100,00 |           | Coligação Democrática Unitária | 43,58 / 100,00 |
| Sobreda              |           | Coligação Democrática Unitária | 39,71 / 100,00 |           | Coligação Democrática Unitária | 36,56 / 100,00 |
| Trafaria             |           | Partido Socialista             | 48,85 / 100,00 |           | Partido Socialista             | 43,69 / 100,00 |